# Tony Martin (cântăreț britanic)
Anthony Philip Harford (n. 19 aprilie 1957, în Birmingham, Anglia) este un vocalist heavy metal cel mai cunoscut pentru activitatea cu Black Sabbath în perioada 1987 - 1990 și 1993 - 1997. Martin a fost cel mai longeviv vocalist al trupei după Ozzy Osbourne. 
Martin a fost implicat și în alte proiecte cum ar fi Tony Martin Band, M3, The Alliance, Misha Calvin, The Cage, Giuntini Project II sau pe albumul Psychofantasy al formației Phenomena, cu toate că a rămas cel mai cunoscut pentru perioada din Sabbath.
Cu toate că este recunoscut, în primul rând ca și vocalist, Martin este de fapt un multi-instrumentist, declarând într-un interviu că poate cânta și la chitară , chitară bas, baterie, vioară, claviaturi, muzicuță, cimpoi și nai. Pe albumul său solo Scream din 2005, Martin a cântat ca vocalist, basist, baterist, violonist și chiar drept chitarist adițional.

## Discografie

### cuBlack Sabbath
Albume de studio:
- The Eternal Idol (1987)
- Headless Cross (1989)
- TYR (1990)
- Cross Purposes (1994)
- Forbidden (1995)

Albume live:
- Cross Purposes Live (1995)

Compilații:
- The Sabbath Stones (1996)

### cuAldo Giuntini
- Giuntini Project II (1999)
- Giuntini Project III (2006)
- Giuntini Project IV (2013)

### cu Arrayan Path
- Ira Imperium (2011, pe "Ira Imperium (The Damned)")

### cuBlack Widow
- Sleeping With Demons (2011, pe "Hail Satan")

### cuCandlemass
- Candlemass 20 Year Anniversary (DVD 2007)
- Doomology

### cuDario Mollo
- The Cage (1999)
- The Cage 2 (2002)
- The Third Cage (2012)

### cuEmpire
- Trading Souls (2003)
- Raven Ride (2006)

### cu Forcefield
- Forcefield II: The Talisman (1988)

### cu Herman Rarebell
- Herman Rarebell & Friends - Acoustic Fever (2013, pe "Another Piece of Meat")

### cu Layla Milou
- Reborn (2012, pe "Bloody Valentine")

### cuMario Parga
- Spirit of Night (2008-Single)

### cuMisha Calvin
- Evolution (1993)

### cuPhenomena
- Psychofantasy (2006)
- Blind Faith (2010)

### cuRondinelli
- Our Cross, Our Sins (2002)

### cu Silver Horses featuring Tony Martin
- Silver Horses (2012)

### cuStar One
- Victims of the Modern Age (2010, pe "Closer to the Stars")

### cu Wolfpakk
- Wolfpakk - Wolfpakk (2011, on "Ride The Bullet")

### Compilații
- Voices of Rock: High & Mighty (2009, "Into The Light")

### Solo
- Back Where I Belong (1992)
- Scream (2005)
- Who Put the Devil in Santa (2009-single)
- The Book Of Shadows (TBA)